# Jeannette Unite
Jeannette Unite (sinh ngày 20 tháng 1 năm 1964) là một nghệ sĩ người Nam Phi đã khai thác vật liệu hội họa của mình bằng cách thu thập oxit, muối kim loại và tàn dư từ các mỏ, di sản và công nghiệp, để phát triển sơn, phấn màu và công thức thủy tinh cho các tác phẩm nghệ thuật quy mô lớn của bà phản ánh trên các khu khai thác và công nghiệp nơi sản xuất thế giới đương đại của con người.
Các bản vẽ Headgear khai thác quy mô công nghiệp và các bức tranh "TERRA" của bà đã được trưng bày tại Bảo tàng Ostwall, Dortmund, Đức trong tòa nhà được xây dựng lại trên nơi đặt trụ sở khai thác cho Thung lũng Ruhr để kỷ niệm năm cuối cùng của hoạt động khai thác than dưới lòng đất ở Đức.
Trong năm 2014 và 2015, nghiên cứu của bà về địa tầng Trái đất với Khoa Khoa học Trái đất, Đại học Oxford và Bảo tàng Đại học Oxford, đã phát triển thành một tác phẩm được trưng bày tại Trung tâm Nghệ thuật Đương đại và Thế giới Tự nhiên (CCANW) Đại học Exeter, Devon, từ tháng 10 năm 2015 đến tháng 2 năm 2016. Triển lãm du lịch này cũng là một phần của Năm đất của Liên hợp quốc và Năm Bùn của Hiệp hội Địa chất Anh.

## Nghiên cứu
Các tác phẩm tham khảo di sản khai thác của Unite có nguồn gốc từ tài liệu lưu trữ và bảo tàng. Điều này bao gồm các bản đồ và văn bản lịch sử địa chất sơ khai được tạo ra trong Cách mạng Công nghiệp Anh để hướng dẫn khai thác than làm nhiên liệu cho các động cơ thúc đẩy sự hiện đại.
Hình ảnh từ các chuyến du lịch và hình ảnh của Unite được sao chép từ các bảo tàng và kho lưu trữ khai thác, là nguồn tài nguyên quý giá đối với Unite như các bãi cát và chất thải ao cụ thể của địa điểm từ các mỏ và mảnh vụn công nghiệp, và chứa đầy ý nghĩa mà Unite đã pha trộn vào sơn và phấn màu của bà.
Unite đã triển lãm ở Đức, Bắc Kinh, Lyon và Tashkent Biennials và các Bảo tàng nghệ thuật cấp quốc tế.